# Người khỉ Delhi

Tranh vẽ minh họa người khỉ Delhi

Người khỉ Delhi hay còn gọi là Kaala Bandar là sinh vật dị thường vô danh theo như lời báo cáo từng có thời đi lang thang khắp thủ đô Delhi vào giữa năm 2001. Toàn bộ vụ việc đã được mô tả như một ví dụ về chứng cuồng loạn tập thể ở Ấn Độ.

## Lịch sử
Tháng 5 năm 2001, các báo cáo bắt đầu lan truyền ở thủ đô Delhi của Ấn Độ xung quanh một sinh vật kỳ lạ trông giống khỉ xuất hiện vào ban đêm và tấn công người đi đường. Những lời kể của các nhân chứng thường không nhất quán nhưng có xu hướng mô tả sinh vật này cao khoảng 120 cm, được bao phủ bởi mái tóc đen dày, đội mũ bảo hiểm bằng kim loại, móng vuốt kim loại, đôi mắt đỏ rực và ba chiếc cúc áo trên ngực. Một số báo cáo còn ghi nhận người khỉ đi giày trượt patin. 
Hơn 350 trường hợp nhìn thấy Kala Bandar được trình báo cũng như khoảng 60 trường hợp bị thương. Hai (theo một số báo cáo là ba) người thậm chí đã chết khi họ nhảy từ đỉnh của các tòa nhà hoặc rơi xuống cầu thang trong cơn hoảng loạn do những gì họ nghĩ là kẻ tấn công. Có những lúc, cảnh sát bực tức đến nỗi họ còn đưa các bản vẽ đầy ấn tượng của họa sĩ nhằm cố gắng bắt sinh vật này cho bằng được.

## Ảnh hưởng văn hóa

### Phim truyện
- Sự xuất hiện của người khỉ ở Delhi Cũ là tâm điểm của bộ phim Bollywood nói tiếng Hindi mang tên Delhi-6 năm 2009 của đạo diễn Rakeysh Omprakash Mehra. Trong phim, sinh vật này được gọi bằng tiếng Hindi là"Kala Bandar (Khỉ Đen)" dùng làm câu chuyện ngụ ngôn nhằm đại diện cho cái ác cư trú bên trong mỗi người cùng với Chúa (Đức hạnh).

### Truyền hình
- Năm 2012, bộ phim truyền hình tiếng Hindi nhan đề Mrs. Kaushik Ki Paanch Bahuein có câu chuyện xoay quanh bí ẩn về "Kala Bandar" (Khỉ Đen).[8]

### Âm nhạc
- Người khỉ này còn được nhắc đến trong ca khúc thứ 12 "Mysterious Man-Monkey" từ album năm 2011 Great American Gingerbread: Rasputina Rarities & Neglected Items của ban nhạc rock cello người Mỹ Rasputina.

### Ấn phẩm
- Trong tiểu thuyết đồ họa Munkeeman của đạo diễn phim Tere Bin Laden Abhishek Sharma, sinh vật này được hiểu là một siêu anh hùng bị hiểu lầm vốn là kết quả thí nghiệm khoa học sai trái. Ấn bản đầu tiên, Munkeeman Tập 1 ghi lại sự xuất hiện ngắn gọn của sinh vật này ở Delhi, và ấn bản thứ hai sẽ giới thiệu sinh vật ở Kanpur, dựa trên vụ việc được trình báo vào tháng 2 năm 2002.